# Oldsmobile Achieva
Oldsmobile Achieva – samochód osobowy klasy średniej produkowany pod marką Oldsmobile w latach 1991 – 1998.

## Historia i opis modelu

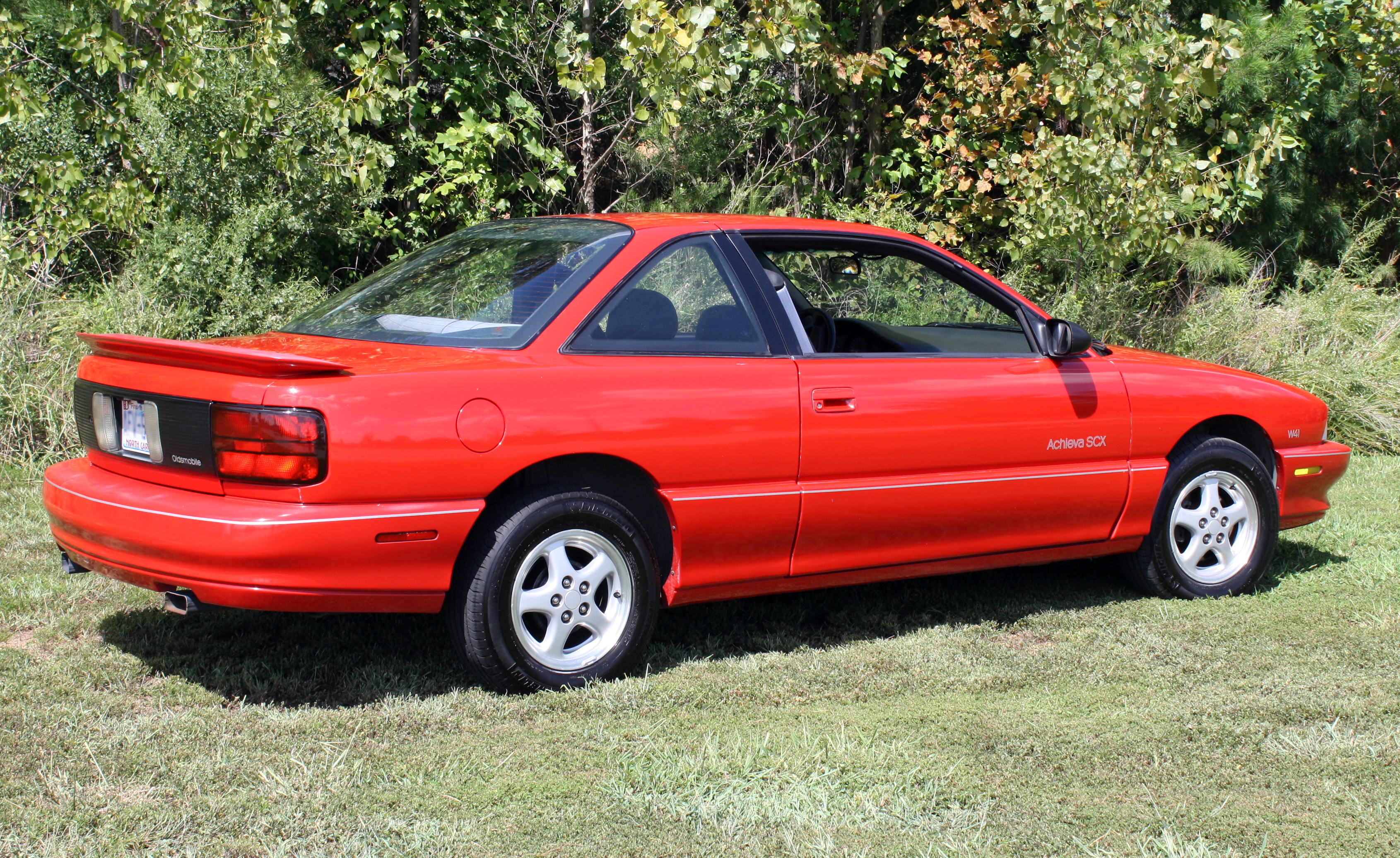
Oldsmobile Achieva Coupe - tył

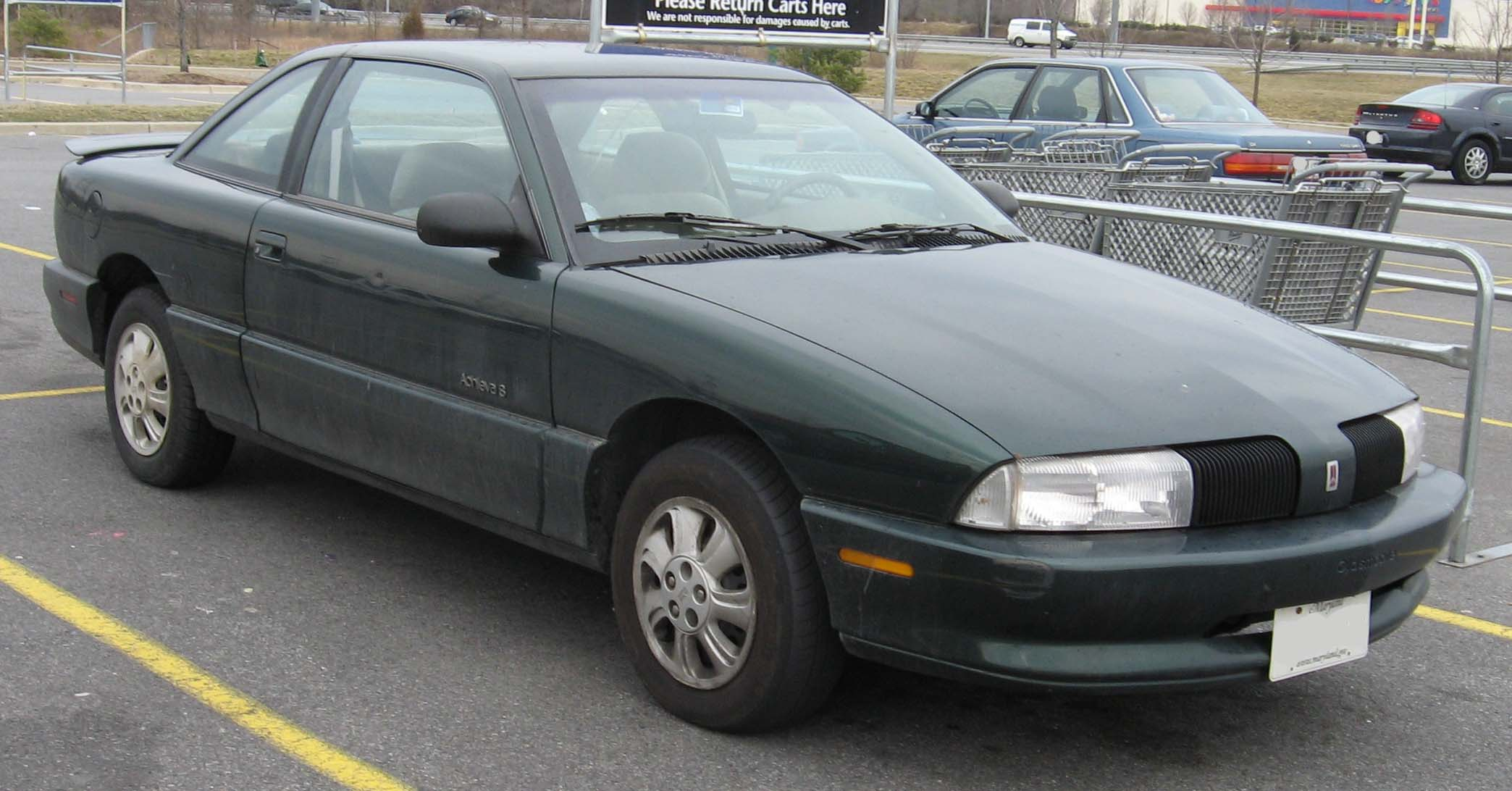
Oldsmobile Achieva Coupe

Prowadząc prace konstrukcyjne nad następcą modelu Cutlass Calais, Oldsmobile ponownie zawarło współpracę z markami Buick i Pontiac, wykorzystując zmodernizowaną platformę koncernu General Motors GM N platform. W przeciwieństwie do bliźniaczych modeli, konstrukcja Oldsmobile otrzymała nową nazwę Achieva zastosowaną po raz pierwszy w 1990 roku przy okazji prototypu Achieva Concept.
Oldsmobile Achieva trafił do sprzedaży w 1991 roku, z gamą nadwoziową składającą się z 4-drzwiowego sedana oraz 2-drzwiowego coupé. Charakterystycznymi cechami wyglądu była dwuczęściowa atrapa chłodnicy, prostokątne tylne lampy oraz charakterystyczne, ścięte tylne nadkola. Produkcja zakończyła się w 1997 roku na rzecz następcy - modelu Cutlass.

### Silnik
- L4 2.3l Quad
- L4 2.4l LD9
- V6 3.1l L82
- V6 3.3l LG7

### Dane techniczne
- R4 2,4 l (2392 cm³), 4 zawory na cylinder, DOHC
- Układ zasilania: wtrysk
- Średnica × skok tłoka: 90,00 mm × 94,00 mm
- Stopień sprężania: 9,5:1
- Moc maksymalna: 152 KM (111,9 kW) przy 6000 obr./min
- Maksymalny moment obrotowy: 203 N•m przy 4400 obr./min